# Losgna pumilio
Losgna pumilio là một loài tò vò trong họ Ichneumonidae.